# Fernando González (músico)
Fernando González Morales (Quilpué; 24 de agosto de 1946) es un guitarrista chileno y uno de los fundadores del grupo Congreso, junto con sus hermanos Tilo y Patricio.

## Biografía
Los inicios de Fernando en la música se remontan a la década de 1960 en la Región de Valparaíso y junto a sus hermanos en la agrupación que en aquel entonces se llamaba Los Masters. Contemporáneo y coterráneo de Eduardo Gato Alquinta, mientras el High Bass se interesó por los guitarristas del folclor argentino, el Master tuvo mayor aproximación a los guitarristas del rock and roll. Así, tras la incorporación de Francisco Sazo en 1969, Los Masters pasarían a convertirse en Congreso. Como guitarrista oficial del grupo también exploraría su veta de compositor, en temas clásicos como “Vamos andando mi amigo”, “¿Cómo Vas?”, “Tus ojitos”, “El oportunista” o “El cielito de mi pieza”, además de la orquestación de los textos de Pablo Neruda “Maestranzas de Noche”. Junto a sus hermanos lideró la primera etapa de Congreso en los álbumes El congreso (1971), Terra Incógnita (1975) y Congreso (1977), como también en la segunda etapa con la partida de Francisco Sazo y la llegada de gente como Ernesto Holman o Aníbal Correa cuando hubo un claro giro estilístico hacia el Rock Progresivo. En Congreso se mantuvo activo hasta los discos Para los arqueólogos del futuro (1988) y Aire Puro (1990), pero ya la música liderada por Tilo González había adquirido otras dimensiones estéticas y su guitarra eléctrica fue perdiendo protagonismo por lo que se alejaría de la banda en 1992. 
Desde 1978, y en paralelo a Congreso, trabajó como director artístico del sello EMI. Editó a José Alfredo Fuentes, Eduardo Valenzuela, Marcelo y María Inés Naveillán, e incluso a Zalo Reyes. En la última década ha trabajado junto a Paula Arriagada, Carol Kresse y Paula Batarce, produciendo varios discos con esta última. También participó  en el programa infantil Pipiripao con su personaje "Melodia" en Canal 4 de la  PUCV.

## Discografía con Congreso
- 1971 - El Congreso (EMI-ODEON)
- 1975 - Terra Incógnita (EMI-ODEON)
- 1977 - Congreso (EMI-ODEON)
- 1978 - Misa de Los Andes (EMI ODEÓN)
- 1981 - Viaje por la cresta del mundo (EMI-ODEON)
- 1983 - Ha llegado carta (EMI-ODEON)
- 1984 - Pájaros de arcilla
- 1986 - Estoy que me muero... (ALERCE)
- 1989 - Para los arqueólogos del futuro (ALERCE)
- 1990 - Aire Puro (ALERCE)

## Discografía con Paula Batarce
- A Gabriela Mistral, amo amor
- Amor a pedazos
- 2 días de 7